# Holetschek (cratera)
Holetschek é uma cratera de impacto lunar no outro lado da Lua , ao sul-sudeste da enorme planície murada de Gagarin .  Para o leste de Holetschek é a cratera Sierpinski.  Para o oeste-sudoeste é a maior cratera de satélite Holetschek R.
O perímetro dessa cratera forma um círculo quase simétrico, com uma leve protuberância para o sul-sudeste.  A borda não é significativamente erodida, mas uma pequena craterlet é anexada à borda norte, unindo-a à cratera de satélite Holetschek Z ao norte.  As paredes internas estão caídas em alguns lugares, formando uma pilha de tálus ao longo da base ocidental.  O chão interior é de outra forma relativamente sem traços.

## Crateras satélites
Por convenção, essas características são identificadas nos mapas lunares colocando-se a letra ao lado do ponto médio da cratera mais próximo de Holetschek.
| Holetschek | Latitude | Longitude | Diâmetro |
| ---------- | -------- | --------- | -------- |
| N          | 30,2 ° S | 150,1 ° E | 19 km    |
| P          | 30,0 ° S | 149,5 ° E | 16 km    |
| R          | 29,0 ° S | 147,5 ° E | 69 km    |
| Z          | 26,3 ° S | 150,9 ° E | 30 km    |